# Chris Evans (Moderator)

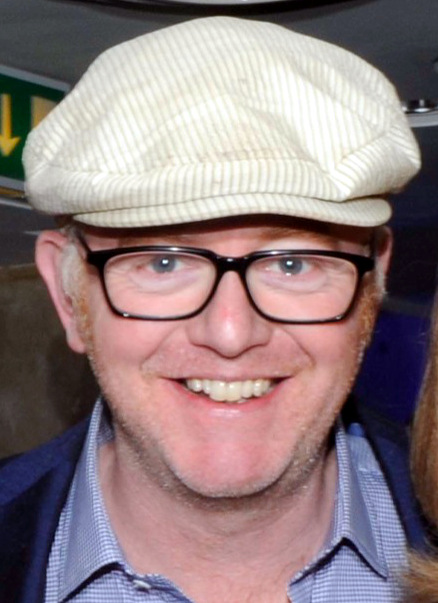
Chris Evans (2010)

Christopher James Evans (* 1. April 1966) ist ein britischer Radio- und Fernsehmoderator. Von Mai bis Juli 2016 war er der Hauptmoderator des britischen Automagazins Top Gear auf BBC 2. Derzeit moderiert er bei BBC Radio 2 die Chris Evans Breakfast Show montags bis freitags von 6.30am bis 9.30am GMT.

## Leben
Evans wurde als jüngstes Kind eines Buchmachers in Warrington, England geboren. Er hat zwei Geschwister. 1983 heuerte er bei Picadilly Radio in Manchester an, was seinem Beginn als Radiomoderator gleichkommt. Gleichzeitig arbeitete er abends als DJ in örtlichen Pubs.
Seine erste Fernsehsendung, Power Up, präsentierte er ab 1991 auf BBC 1. Gleichzeitig moderierte er mehrere Radiosendungen auf BBC Radio 1, wodurch seine Popularität innerhalb Großbritanniens stetig stieg.

## Top Gear
Nachdem das frühere Moderatorentrio Jeremy Clarkson, Richard Hammond und James May die Show verlassen und einen Vertrag mit Amazon Prime unterzeichnet hatte, verkündete die BBC am 16. Juni 2015 als deren Nachfolger Chris Evans als Hauptmoderator der Automobilsendung. Im Februar 2016 wurden als seine Co-Moderatoren Matt LeBlanc, Sabine Schmitz, Rory Reid, Chris Harris und Eddie Jordan bekanntgegeben.
Die erste Folge der neuen (insgesamt 23.) Staffel wurde am 29. Mai 2016 auf BBC 2 ausgestrahlt. Evans gab am 4. Juli 2016, nach einem Jahr Arbeit für die Sendung, seinen Rücktritt als Moderator bei Top Gear per Twitter bekannt. Evans übernahm dabei die Verantwortung für die fallenden Zuschauerzahlen und die andauernde Kritik der Medien an der Sendung und bezeichnete sich als nicht gut genug für die Aufgabe.

## Persönliches
Evans hat vier Kinder. Seine erste Ehe mit Carol McGriffin wurde 1998 geschieden. 2001 heiratete er erneut. Seine zweite Ehefrau Billie Piper (* 1982) und er trennten sich 2005 und wurden 2007 geschieden.
Chris Evans besitzt mehrere Ferraris, darunter wertvolle wie einen 250 GT Spyder California SWB sowie einen 250 GTO.